# Ex-Factor
Ex-Factor è un singolo della cantautrice e rapper statunitense Lauryn Hill, pubblicato l'8 dicembre 1998 come secondo estratto dall'album The Miseducation of Lauryn Hill.

## Tracce
CD Europeo
1. Ex-Factor (Radio Edit) – 4:38
2. Ex-Factor (A Simple Breakdown) – 4:10
3. Lost Ones (Remix) – 4:17
4. Ex-Factor (A Simple Mix) – 4:37

CD Statunitense
1. Ex-Factor (Radio Edit) – 4:38
2. Ex-Factor (Album Version) – 5:27
3. Ex-Factor (Instrumental) – 5:27
4. Ex-Factor (Callout Hook #1) – 0:10
5. Ex-Factor (Callout Hook #2) – 0:05

## Classifiche
| Classifica (1999) | Posizione massima |
| ----------------- | ----------------- |
| Belgio (Fiandre)  | 58                |
| Francia           | 51                |
| Germania          | 52                |
| Paesi Bassi       | 40                |
| Regno Unito       | 4                 |
| Stati Uniti       | 21                |
| Svezia            | 46                |
| Svizzera          | 22                |